# Urbicio
San Urbicio, más conocido en aragonés como San Úrbez (Burdeos, 702-Nocito, 802) fue monje eremita francés del siglo VIII. Su memoria litúrgica se celebra el 15 de diciembre.

## Biografía
Su nombre posiblemente significa en vasco/gascón antiguo: «Camino de Perfección», al estar asociado (según algunos autores) a las palabras vascas ur/or oro, perfección y bide, camino. Urbicio (Úrbez en el Alto Aragón, donde más devoción tiene) nació (según la tradición) en Burdeos, de madre cristiana y padre gentil en el año 702. Quedó huérfano muy pronto, a los trece o catorce años, pues su padre murió (731) en batalla contra los musulmanes que, en esa época, habían conquistado el ducado franco de Aquitania, hasta que fueron rechazados por Carlos Martel en la batalla de Poitiers (732). Urbicio y su madre Asteria fueron capturados por los árabes y trasladados a Al-Ándalus, a la zona de Galicia, como parte del botín que lograron salvar de la derrota.
Asteria consiguió la libertad y volvió a Burdeos al haberse ganado la voluntad de su señor, pero Urbicio hubo de continuar preso, y sirvió fielmente y con humildad a sus amos, manteniendo una fuerte devoción hacia la Virgen María y los Santos Niños Justo y Pastor, mártires, hasta que sintió que debía acudir a Alcalá de San Justo (hoy de Henares), lugar donde obraban las reliquias de los Santos Niños, santos Justo y Pastor, santos mártires de Complutum. Cuando fue liberado por la bondad de sus amos, Urbicio atribuyó esta merced a la intercesión de los niños santos, y quiso visitar su santuario, situado en la ciudad de su martirio, Alcalá de Henares, en el centro de Al-Ándalus. Allí vio el descuido y el peligro de profanación que sufría la ermita-santuario de los niños mártires en tierra de infieles, por lo que se propuso rescatar los cuerpos de los santos Justo y Pastor. Robó las reliquias y las trasladó al norte, a su tierra de Burdeos. 
Tras una corta estancia con su madre Asteria, sintió la llamada de Dios por la que debía cruzar las montañas pirenaicas y pasar a Aragón, por lo que de Aquitania regresó a las tierras pirenaicas, viviendo en cuevas y trabajando de pastor, en pobreza y soledad, primero en Sercué para todo el pueblo, luego en Vio para casa Lardiés de arriba, y luego en casa Ayneto (entonces casa Villanueva) de Albella, en la orilla del Ara, en tierras menos fragosas que las dos anteriores poblaciones, que están en las proximidades del Monte Perdido (Valle de Vió, Cañón de Añisclo, Cañón del Vellos), en el actual Sobrarbe, Tras servir como pastor en estos tres lugares (trabajo que desempeñó como mero medio de estar en soledad para cuidar su fe cristiana) pasó a vida eremítica y solitaria en la cueva de la pardina de Saliellas en Cerésola, a la orilla del Guarga, donde igualmente recibía visitas de personas dada su fama de Santo. Oyó hablar de un lugar situado más al sur, en plena sierra de Guara, donde un grupo de monjes vivía en comunidad dispersa por oquedades y cuevas, en el fondo de un abismo se ubicaba el monasterio de San Martín de la Bal d´Onsera, fundado por San Martín de Tours. No está claro si este monasterio de San Martín es el antiguo Monasterio de San Martín de Asán, o bien éste se ubicaba al sur del actual castillo de Montearagón. Fue enviado como sacerdote a la vertiente norte de la Sierra de Guara (comarca histórica de Serrablo), en Nocito, donde encontró el abrigo de una cueva en la ladera sur del monte Airal y donde vivió como sacerdote, anacoreta y pastor. Bajo la cueva fundó una ermita en honor de la Virgen María, y allí murió, en la ermita, en olor de santidad a edad avanzada, y su cuerpo fue enterrado, recibiendo veneración en el Santuario de San Úrbez de Serrablo, que se empezó a construir un par de siglos después a los pies del monte Airal. Su cuerpo se custodió hasta 1702 en la ermita de la Virgen que él mismo fundó, y a partir de esa fecha ya de modo estable y debido a la devoción fuerte de los pueblos comarcanos, se trasladó al inmediato y más grande templo del Santuario de San Úrbez. 
El destino de su cuerpo incorrupto ha sido trágico: durante la Edad Media, la Moderna y Contemporánea fue regularmente celebrado por casi todos los pueblos del Somontano, Monegros, Sierra de Guara y la Guarguera, realizándose procesiones por el exterior del monasterio con el cuerpo del santo al comienzo de cada verano para conseguir agua para los campos y los pastos, hasta la guerra civil, cuando el santuario fue profanado, el cuerpo incorrupto de San Urbicio arrastrado al exterior de la iglesia y quemado, el 17 de octubre de 1936. En la actualidad son los pocos restos recogidos tras la incineración los que reciben veneración en el Santuario de San Úrbez de Serrablo próximo a la localidad de Nocito.